# Hrabstwo Brunswick (Wirginia)

Piramida wieku hrabstwa

Hrabstwo Brunswick – hrabstwo w USA, w stanie Wirginia, według spisu z 2000 roku liczba ludności wynosiła 18 419. Siedzibą hrabstwa jest Lawrenceville.

## Geografia
Według spisu hrabstwo zajmuje powierzchnię 1475 km², z czego 1467 km² stanowią lądy, a 8 km² – wody.

### Miasta
- Alberta
- Brodnax
- Lawrenceville

### CDP
- Ebony
- Gasburg
- Warfield